# Majan Cewi
Majan Cewi (hebr. מעיין צבי; pol. Źródło Cewiego) – kibuc położony w Samorządzie Regionu Chof ha-Karmel, w Dystrykcie Północnym, w Izraelu. Członek Ruchu Kibuców (Ha-Tenu’a ha-Kibbucit).

## Położenie
Kibuc Majan Cewi leży na południowym krańcu masywu górskiego Karmel, w otoczeniu miasteczka Zichron Ja’akow i kibucu Ma’agan Micha’el.

## Historia
Kibuc został założony 30 sierpnia 1938 roku przez żydowskich imigrantów z Austrii, Czechosłowacji i Niemiec. Początkowo była to typowa osada obronna, z palisadą i wieżą obserwacyjną. Nazwano ją na cześć syjonistycznego działacza Franka Tzvi, który był przywódcą Jewish Colonization Association. Przyczynił się on do zakupienia ziemi, na której powstał ten kibuc.

## Kultura
W kibucu jest ośrodek kultury, centrum sportowe oraz boisko do piłki nożnej.

## Gospodarka
Gospodarka kibucu opiera się na intensywnym rolnictwie. W dniu 13 stycznia 2009 roku uruchomiono zbiornik wody położony na zachód od kibucu. Koszt budowy zbiornika wyniósł 25 mln ILS. Dostarczy on 12 mln m³ oczyszczonych ścieków do nawadniania pobliskich upraw rolniczych.

## Transport
Z kibucu wychodzi w kierunku zachodnim lokalna droga, którą dojeżdża się do drogi ekspresowej nr 4. Kibuc graniczy z miasteczkiem Zichron Ja’akow.